# Съдебна практика
Съдебната практика е способ, съвкупност от съдебни актове или юридически похват (инструмент), чрез който съдилищата решават съдебни дела или постановяват други съдебни актове, правоприлагайки по закона, прецедента или правния обичай, или в комбинация, според възприетата национална правна система – Континентална, Право на Европейския съюз, Англосаксонска правна система или други.
При установена противоречива или неправилна съдебна практика по прилагане на източниците на правото, Върховните съдилища имат правомощия да излизат с тълкувателни актове (решения и/или постановления) по точното и еднакво прилагане на закона (правото) при решаването от юрисдикциите на определена територия, на идентични или с висока степен на сходство казуси по аналогичен начин, с цел уеднаквяване на съдебната практика.
По принцип водещата световна континентална правна система отрича съдебната практика като източник на правото.
Съществуват риск или тенденции в Континенталната правна система законът (волята на законодателя), да бъде „дописван“ или „изменян“ чрез съдебна практика, като се нарушава върховенството на Законодателната власт.